# Enoch Powell
Enoch Powell MBE (Birmingham, 16 giugno 1912 – Londra, 8 febbraio 1998) è stato un politico, scrittore e militare britannico.
Tra i più noti politici britannici del secondo dopoguerra, Powell è stato membro del parlamento del Regno Unito dal 1950 al 1974 per il partito conservatore e dal 1974 al 1987 per il partito Unionista dell'Ulster.

## Biografia

### Inizi
Nato a Stechford, nella contea di Warwickshire (nei pressi di Birmingham), Enoch era figlio unico di Albert Enoch Powell (1872–1956) e di Ellen Mary (1886–1953).
Prima di dedicarsi alla politica, Powell era uno studioso di lettere antiche, sapeva leggere il greco antico sin dai cinque anni di età ed era diventato professore universitario della medesima lingua all'età di venticinque. Durante la seconda guerra mondiale servì nello Stato Maggiore e nell'intelligence raggiungendo il grado di Generale di brigata poco dopo i trent'anni. 
In gioventù, egli era noto anche per il talento come scrittore e poeta.

### Carriera in politica
Powell venne eletto al parlamento inglese dal 1950 al 1987, prima nel collegio di Wolverhampton South West per il Partito Conservatore fino al febbraio 1974, poi nel collegio di South Down (Irlanda del Nord) con il Partito Unionista dell'Ulster a partire dall'ottobre 1974 fino al 1987. È stato un sostenitore del monetarismo e dal 1960 al 1963 fu ministro della salute nel governo presieduto da Harold Macmillan.
Divenne noto in particolar modo per la sua posizione contraria all'immigrazione dalle ex-colonie dell'impero britannico (Commonwealth). Il suo più celebre discorso fu quello chiamato dei "fiumi di sangue" (Rivers of Blood speech) pronunciato il 20 aprile del 1968 al Midland Hotel di Birmingham, durante una riunione del Conservative Political Centre. In quell'occasione egli preconizzò per la Gran Bretagna un futuro di problemi razziali e rivolte urbane simili a quelle che stavano avvenendo negli Stati Uniti dalla metà degli anni sessanta.
A causa di questo discorso controverso, Edward Heath, esponente del Partito Conservatore, lo rimosse dal partito. Ciononostante, un sondaggio effettuato in seguito alla sua orazione rivelò che il 74% della popolazione britannica concordava con le opinioni di Powell.
Dopo essere stato escluso dal partito, egli entro a far parte tra il 1974 e il 1987 del partito Unionista dell'Ulster. 
Negli anni ottanta, dopo i tumulti scoppiati a Brixton (Londra) e Toxteth (Liverpool), Powell chiese il rimpatrio della popolazione di origine africana.
Nel 1987 perse le elezioni nel suo distretto ma gli fu offerta la paria a vita, che però rifiutò.

### Ultimi anni e morte
Nel 1992 gli venne diagnosticata la malattia di Parkinson. Continuò ad occuparsi saltuariamente di politica, ma prese le distanze dal Partito Conservatore, a differenza di sua moglie che rinnovò la sua iscrizione. Iniziò in seguito a studiare la Bibbia (in particolare il Vangelo secondo Giovanni), ma morì prima di terminarlo, alle 4:30 del mattino dell'8 febbraio 1998. Venne sepolto nel cimitero militare del suo reggimento a Warwickshire, dopo un funerale privato nell'Abbazia di Westminster. Oltre alla moglie, lasciava due figlie.
Alla sua morte, il politico rivale laburista Tony Blair lo ricordò come "una mente brillante" ed uno dei politici più influenti del XX secolo".

## Carriera militare
Dal 1939 fino al 1945 prestò servizio nell'esercito del Regno Unito durante la seconda guerra mondiale e raggiunse il grado di brigadiere combattendo nella campagna del Nordafrica.
Per il suo servizio in battaglia ottenne numerosi riconoscimenti tra i quali la stella d'Africa.

Venne inoltre onorato con la riconoscenza dell'Ordine dell'Impero Britannico.

## Vita Privata
Powell si sposò con Pamela Wilson nel 1952, i due rimasero legati fino alla morte di lui ed ebbero due figli.
Powell parlava (oltre all'inglese) tedesco, francese, italiano, greco moderno, hindi, spagnolo, portoghese, russo e gallese. Tra le lingue classiche, conosceva anche il greco antico, il latino, l'ebraico e l'aramaico.
Fu ateo fino al 1949, quando si convertì all'anglicanesimo, affermando di aver sentito le campane della Chiesa di San Pietro a Wolverhampton che lo stavano chiamando mentre tornava a casa.

## Curiosità
Nel 1976 Eric Clapton, durante un suo concerto a Birmingham, ebbe parole di approvazione per Powell. Clapton asserì che la Gran Bretagna stava diventando "sovraffollata" e avrebbe corso il rischio di diventare una "colonia dei neri". Anche a seguito di quell'uscita, alcuni gruppi musicali di idee progressiste inaugurarono la campagna Rock Against Racism ("rock contro il razzismo", espressione ricalcata da Rock Against Communism)